# Anastasio Somoza Debayle
Anastasio Somoza Debayle (5. prosince 1925 León, Nikaragua — 17. září 1980 Asunción, Paraguay) byl prezidentem Nikaraguy v letech 1967–1972 a 1974–1979.

## Život
Tento nikaragujský pravicový diktátor byl členem rodiny Somozů – byl synem Anastasia Somozy Garcíi a bratrem Luise Somozy Debayleho. Byl svržen během tzv. sandinistické revoluce. V červenci 1979 odletěl s rodinou, milenkou Dinorah Sampsonovou, rakvemi otce a bratra, několika papoušky a kufry s penězi do Miami. Ovšem v USA nezískal azyl, a tak se uchýlil do Paraguaye, kde vládl diktátor Alfredo Stroessner. V roce 1980 byl zastřelen v ulicích Asunciónu argentinskými atentátníky na objednávku sandinistů a kubánského režimu.

## Vyznamenání
V letech 1967 – 1972 a 1974 – 1979 byl velmistrem nikaragujských řádů:
- Řád San Juan de Nicaragua
- Řád Rubéna Daría
- Řád Miguela Larreynagy

### Zahraniční vyznamenání
- velkokříž Záslužného řádu Spolkové republiky Německo – Německo, 1959
- velkokříž s řetězem Řádu prince Jindřicha – Portugalsko, 19. února 1968[2][3]